# Helicostylis tomentosa
Helicostylis tomentosa är en mullbärsväxtart som först beskrevs av Eduard Friedrich Poeppig och Endl., och fick sitt nu gällande namn av Macbride. Helicostylis tomentosa ingår i släktet Helicostylis och familjen mullbärsväxter. Inga underarter finns listade i Catalogue of Life.